# SimCity Classic
El SimCity Classic és un videojoc de simulació del 1989 que donà inici a una saga de gran èxit comercial: SimCity. L'objectiu és construir una ciutat i que creixi sense esgotar els diners, sobrevivint a desastres naturals i fent que la població estigui contenta.
El jugador ha de prendre la decisió de com invertir els diners, que recull a partir dels impostos dels residents. Pot construir tres tipus de blocs: residencials, comercials i industrials, a més de vies de tren i altres transports. També pot edificar els serveis bàsics d'una ciutat, incloent-hi centrals elèctriques, comissaries de policia o bombers. Segons com se situïn els diferents elements, tindran més demanda o menys (situar una casa a prop d'una fàbrica descoratja els llogaters, per exemple). El joc no té un únic final ni una manera de guanyar fixada, sinó que cada persona pot anar millorant la seva ciutat de mica en mica.
El 10 de gener del 2008 es va alliberar sota la llicència GPL 3 el codi del SimCity sota el nom de Micropolis.